# Гунгуньяна
Гунгуньяна, также известный как Мдунгазве Нгунгуньян Нксумало, Н’Гунгуньяна и Гунгуньяна Рейнальдо Фредерико Гунгуньяна (около 1850 — 23 декабря 1906), — племенной вождь и вассал Португальской империи. Восстав против неё, потерпел поражение от капитана Жоакима Аугусту Моузинью и прожил остаток жизни в ссылке — сначала в Лиссабоне, а затем на острове Терсейра, на Азорских островах.

## Биография
Гунгуньана был последним императором из династии правителей государства Газа, находившегося на территории современного Мозамбика. Нося прозвище «Лев Газы», он правил с 1884 года по 28 декабря 1895 года — дня, когда он был захвачен в плен Жоакимом Аугусту Моузинью (по приказу Антониу Энеша) в укреплённой деревне Чамите вскоре после битвы при Коолела.
Поскольку благодаря своей упорной борьбе с колонизаторами он стал известен в европейской прессе, португальская колониальная администрация решила его не расстрелять, а выслать его из Мозамбика. Он был отправлен в Лиссабон вместе со своим сыном Годиде и другими высокопоставленными лицами. После кратковременного пребывания в португальской столице Гунгуньана был выслан на Азорские острова, где и умер одиннадцать лет спустя на острове Терсейра.
После обретения Мозамбиком независимости прах национального героя был возвращён на родину в 1983 году.

## Родственники
В европейской историографии известен под именем Зикаха его сын, Матиджана КаЗикаха Импфумо, командующий войсками Газы в Битве при Марракуэне.
Вместе с Гунгуньаной депортирован сначала в Португалию, а затем на Азорские острова.